# 明るい歌
「明るい歌」（あかるいうた）は、Non Stop Rabbitの楽曲。4作目のデジタル配信限定シングルとしてSTUDIO CUBIC RECORDSより2020年8月5日に各音楽配信サービスにてリリースされた。

## 概要
前作『全部いい』以来5ヶ月ぶりの配信リリースとなった。今作はSTUDIO CUBIC RECORDSからのリリースだが、ポニーキャニオンに配信を委託している。2020年3月に新型コロナウイルスの影響により中止となった豊洲PITでのライブ後に開催する予定となっていた8月30日に、LINE CUBE SHIBUYA（渋谷公会堂）でのワンマンライブも新型コロナウイルスの感染状況を考慮し、開催および生配信を中止する事になりその想いを込めた楽曲となった。
リリース日の20時にミュージックビデオがYouTubeにて公開された。STUDIO CUBIC RECORSからのシングルリリースは本作で最後となり、次作以降のシングルはポニーキャニオンからのリリースとなる。
2020年12月9日にポニーキャニオンから発売されるメジャーデビューアルバム『爆誕 -BAKUTAN-』に収録された。

## ミュージック・ビデオ
明るい歌
監督：田口達也 / 製作：UNorder music entertainment
監督である田口がアニメーションも担当しており、タイトル通りの明るくポップな仕上がりとなっている。配信リリース日の2020年8月5日にYouTubeで公開された。

## 収録内容
| #         | タイトル     | 作詞・作曲 | 編曲           | 時間 |
| --------- | ------------ | ---------- | -------------- | ---- |
| 1.        | 「明るい歌」 | 田口達也   | 鈴木Daichi秀行 | 3:58 |
| 合計時間: | 合計時間:    | 合計時間:  | 合計時間:      | 3:58 |

## タイアップ
明るい歌
TAKAZEN CMソング